# Sphegina carbonaria
Sphegina carbonaria är en tvåvingeart som beskrevs av Mutin 1998. Sphegina carbonaria ingår i släktet midjeblomflugor, och familjen blomflugor. Inga underarter finns listade i Catalogue of Life.